# David Leray
David Leray (Machecoul, 2 maart 1984) is een Franse voetballer die bij voorkeur als verdediger speelt. Hij verruilde in 2012 ASR Machecoul voor SO Cholet.

## Carrière
- 2001-2004: FC Nantes (jeugd)
- 2004-2006: FC Nantes
- 2006-2007: Tours FC
- 2007-2011: Angers SCO
- 2011-2012: ASR Machecoul
- 2012-....: SO Cholet